# Skleněná harmonika

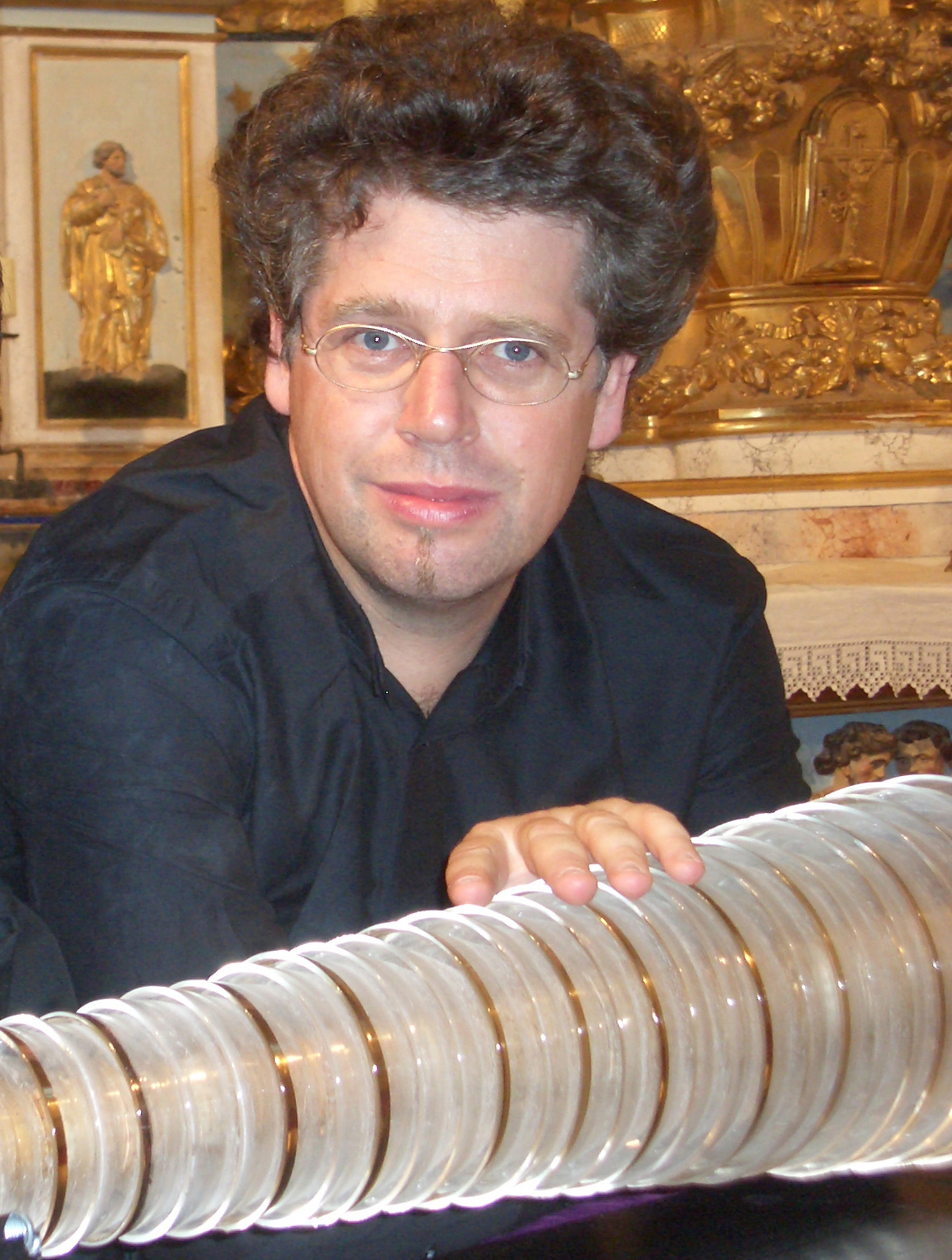
Thomas Bloch, specialista na skleněné harmoniky

Skleněná harmonika je historický hudební nástroj, kde zvuk vzniká třením navlhčených prstů o okraje točících se misek. 

## Popis a historie
Skleněné misky různého průměru od nejmenšího až po největší, upevněné na společné ose, se otáčejí. U původních nástrojů otáčení misek zajišťoval hráč vlastní silou pomocí šlapání na zvláštní poháněcí pedál.
Tento hudební nástroj zkonstruoval v roce 1761 Benjamin Franklin. Pro skleněnou harmoniku komponoval i Wolfgang Amadeus Mozart (např. Adagio a Rondo pro skleněnou harmoniku, flétnu, hoboj, violu a violoncello KV 617 z roku 1791), Ludwig van Beethoven, Johann Adolph Hasse, Carl Philipp Emanuel Bach, Václav Jan Tomášek, Antonín Rejcha, Gaetano Donizetti, Richard Strauss, Jan Erik Mikalsen, Regis Campo, Etienne Rolin, Philippe Sarde, Damon Albarn, Tom Waits, Michel Redolfi, Cyril Morin, Stefano Giannotti, Thomas Bloch, Guillaume Connesson, Vincenc Mašek a další.